# Fehér Géza (régész)
Fehér Géza, született Weisz Ignác (Kunszentmiklós, 1890. augusztus 4. – Budapest, 1955. április 10.) magyar régész.

## Élete
Weisz Zsigmond kereskedő és Wiesel Henrietta fia. A budapesti egyetemen bölcsészdoktori oklevelet szerzett 1913-ban. 1924-ben a debreceni egyetemen nyert magántanári képesítést. 1913–14-ben Sepsiszentgyörgyön, 1915–16-ban Szabadkán volt tanár, majd katonai szolgálatot teljesített. 1918-ban a konstantinápolyi Magyar Tudományos Intézetben dolgozott. Hazatérve Budapesten előbb középiskolai tanár, azután a Fővárosi Könyvtár keleti gyűjteményének alkalmazottja lett.
Házastársa Ary Ilona volt, akit 1914. augusztus 27-én Debrecenben vett nőül.

## Munkássága
Magyar őstörténeti kutatásai során a magyar–bolgár–török történeti kapcsolatokkal kezdett foglalkozni. 1922-től bulgáriai kutatásainak két évtizede alatt régészeti ásatásokon vett részt (Madara, Aboba-Pliszka, Mumdzsilár). 1931-ben egyetemi nyilvános rendkívüli tanári címet kapott. A Bolgár Tudományos Akadémia tagjává választotta. A második világháború végén Isztambulba került, ahol két féléven át az egyetemi bölcsészkaron őstörténeti előadásokat tartott, majd a Topkapı Palota Múzeumban dolgozott. 1948-tól haláláig Budapesten a Magyar Nemzeti Múzeumban dolgozott. Négy éven át vezette a zalavári ásatásokat. A honfoglalás korában Magyarország területén élt szlávok régészeti hagyatékának meghatározása, összegyűjtése és történeti értékelése terén végzett úttörő és alapvető munkát.

## Főbb művei
- Bulgarisch-ungarische Beziehungen in den V-XI. Jahrhunderten (Budapest, 1921);
- Die Inschrift des Reiterreliefs von Madara (Szófia, 1928, bolgár nyelven is);
- A bolgár-török műveltség emlékei és magyar őstörténeti vonatkozásaik (Budapest, 1931);
- Az ősbolgárok ruházata és fegyverzete (Szófia, 1939, bolgárul);
- A bolgártörökök szerepe és műveltsége (Budapest, 1940, bolgár nyelven: Szófia, 1941);
- A nagyszentmiklósi kincsrejtély megfejtésének útja (Budapest, 1950);
- A Dunántúl lakossága a honfoglalás korában (Budapest, 1956);
- Beiträge zurn Problem des ungarisch-slawischen Zusammenlebens (Budapest, 1957);
- Die landnehmenden Ungarn und ihr Verhältnis zu den Slawen des Donaubeckens (Budapest, 1957).

## Emlékezete
A ruszei (Ruszcsuk) múzeumot róla nevezték el.

## További irodalom
- Arno, T. J.: In memoriam Géza Fehér 1890–1955 (Stockholm, 1955)
- Diez, E.: Géza Fehér 1890–1955 (München, Südost-Inst., 1955)
- Пейковска, П.: Българо-унгарски научни взаимоотношения (XIX - средата на ХХ в.). София: Акад. изд. "Проф. М. Дринов", 2005.
- Пейковска, П.: Проф. Геза Фехер в България (1922 – 1944 г.) – В: Унгаристични изследвания. Юбилеен сборник по повод 30 години от създаването на специалност „Унгарска филология“ в СУ “Св. Климент Охридски“. С., 2014, с. 187-219
- Fodor István: 100 éve született id. Fehér Géza. Archaeologiai Értesítő 117. (1990) 256-257. o.
- Harmatta János: F. G. (Archaeol. Ért. Bp., 1955)
- Moravcsik Gyula: F. G. (Antik Tanulm. II. 1955. 4. sz.)